# 草野あずみ
草野 あずみ（くさの あずみ、1995年3月31日 - ）は、日本のタレント、モデル、フリーアナウンサー。神奈川県平塚市出身。Brest所属。主に北海道で活動している。

## 略歴
父の仕事の関係で幼稚園年少の途中から小学校1年生の夏頃までマレーシアに3年間住んでいた。静岡県内の女子高校に寮から通学、聖心女子大学卒業。大の北海道好きだったことから、大学卒業後に移住し、札幌市のフリーアナウンサー事務所Brestに所属。
2024年12月1日、自身のSNSで東京在住の男性と秋頃に結婚したことを発表。

## 人物
- 身長：154 cm
- 服：7号
- 趣味：自然、動物と触れ合うこと、写真、手芸、アニメ、ゲーム
- 特技：体が柔らかいこと
- 資格：茶道裏千家今日庵、初級 仏検4級、博物館学芸員資格、普通自動車運転免許

## 主な出演

### 現在
- 草野あずみのハッピー競馬（STVラジオ、2023年4月9日 -　）
- 北海道すたいる（BS日テレ、2024年4月28日 - ）
- 白井一幸ブリング・アップ（STVラジオ）
- 宮西尚生のなんとかなるさ（STVラジオ）

### 過去
TV
- GAORAプロ野球中継 - ファイターズリポーター（GAORA、2018年4月 - 2021年2月）
- ココナラ TVCM
- STVファイターズLIVE：野球中継リポーター
- スカパー スカサカ!
  - 第34回日本クラブユースサッカー選手権（U-15）大会 決勝「サガン鳥栖U-15 vs セレッソ大阪 U-15」：中継リポーター
  - 第34回日本クラブユースサッカー選手権（U-15）大会 取材

ラジオ
- STVラジオ 特番「ブチヌキッ!」
- LAWSON ラジオCM
- まるごと!エンタメ〜ション
  - ようじのぢかん 9月第1週（2022年9月5日 - 2022年9月9日）
- 吉川のりお スーパーLIVE - パーソナリティー（STVラジオ、2019年4月 - 2023年3月31日）、（吉川のりお夏期休暇代役として、2023年8月14日）
- COCONO Sラジ（午後のSラジ （仮））（STVラジオ、2023年10月2日 - 2025年3月24日、月曜日担当）

モデル
- メモリアルむらもと イメージキャラクター
- 日産自動車広告（北海道新聞記事、Note試乗）

スポーツ
- 十勝道路「富良野道路」開通記念イベント ウォーキング大会
- 2018ドロップ・ネイビーズカップサーフィン選手権大会
- ラグビーフェスティバル in 四番街まつり
- リポビタンDチャレンジカップ2018 パブリックビューイング
- ボートレース児島・戸田共催イベント
- 第17回Sapporo 小・中学生サイクルロードレース
- 第12回「モエレ沼 タイムトライアル」アシスタントMC
- NTT親睦駅伝
- 第39回千歳JAL国際マラソン

ほか